# Ивамидзава (станция)
Станция Ивамидзава (яп. 岩見沢駅 ивамидзава эки) — железнодорожная станция в японском городе Ивамидзава, обслуживаемая компанией JR Hokkaido. На этой станции можно использовать Kitaca (смарт-карта).

## История
Станция Ивамидзава была открыта 15 августа 1884 года. С приватизацией JNR она перешла под контроль JR Hokkaido.

## Линии
- JR Hokkaido
  - Главная линия Хакодате
  - Главная линия Муроран

## Планировка
Платформы
| 1 | ■Линия Хакодате | на станцию Саппоро и Отару                 |  |
| 1 | ■Линия Муроран  | на станции Томакомай                       |  |
| 3 | ■Линия Хакодате | на станции Саппоро, Отару и Асахикава      |  |
| 3 | ■Линия Муроран  | на станции Томакомай                       |  |
| 4 | ■Линия Хакодате | на станции Новый аэропорт Титосэ и Саппоро |  |
| 6 | ■Линия Хакодате | на станции Асахикава, Вакканай и Абасири   |  |
| 7 | ■Линия Хакодате | на станции Саппоро, Отару и Асахикава      |  |